# Welt am Draht
Welt am Draht ist ein zweiteiliger Fernsehfilm von Rainer Werner Fassbinder aus dem Jahr 1973. Vorlage ist der 1964 erschienene Science-Fiction-Roman Simulacron-3 von Daniel F. Galouye.
Das Werk gilt heute als früher Wegbereiter für das Cyberpunk-Genre, welches Science-Fiction mit Elementen des Film noir verbindet.

## Handlung

### Teil 1
Die Handlung spielt in einer alternativen Gegenwart der 1970er Jahre. Am „Institut für Kybernetik und Zukunftsforschung (IKZ)“ wurde ein Supercomputer namens Simulacron-1 entwickelt, der imstande ist, eine Kleinstadt zu simulieren. Diese Simulation läuft rund um die Uhr und wird von „Identitätseinheiten“ bevölkert, die in etwa dasselbe Leben führen wie normal lebende Menschen und ein Bewusstsein besitzen. Außer einer einzigen „Kontakteinheit“ weiß keiner der simulierten Menschen, dass ihre Welt eine Simulation bzw. ein Simulakrum ist.
Fred Stiller wird zum neuen Technischen Direktor des Instituts befördert, nachdem sein Vorgänger, Professor Henry Vollmer, unter ungeklärten Umständen ums Leben kam. Zuvor hatte dieser gegenüber seinem Mitarbeiter, dem Sicherheitschef Günther Lause, noch angedeutet, eine „ungeheure Entdeckung“ gemacht zu haben. Einige Tage später, auf einer Party von Stillers Vorgesetztem Herbert Siskins, verschwindet Lause wie vom Erdboden verschluckt, unmittelbar, bevor er mit Stiller darüber sprechen wollte, was Vollmer vor seinem Tod ihm gegenüber noch gesagt hat. Die Polizei wird eingeschaltet, Lause bleibt jedoch verschwunden. Stiller vermutet, dass mit Vollmers Tod etwas nicht stimmte und Lauses Verschwinden damit zu tun hat. Er muss jedoch feststellen, dass jeder, dem gegenüber er Lause erwähnt, sich nicht an diesen erinnern kann. Auch in den Personaldatenbanken des Instituts ist der Name nicht verzeichnet – offiziell hat Lause nie existiert. Sicherheitschef des Instituts ist zudem seit Jahren ein Mann namens Hans Edelkern.
Während Stiller weitere Nachforschungen anstellt, ereignen sich innerhalb der Computersimulation seltsame Dinge: Eine der Identitätseinheiten mit dem Namen Christopher Nobody wollte Selbstmord begehen und wird daraufhin von Stillers Mitarbeiter Fritz Walfang aus der Simulation gelöscht. Stiller begibt sich selbst mittels einer „Kontaktschaltung“ in die künstliche Welt, um dort mit der Kontakteinheit namens Einstein Kontakt aufzunehmen. Von dieser erfährt er, dass Nobody zur Erkenntnis gelangt war, nicht wirklich zu existieren, und seitdem seelisch schwer unter dieser Erkenntnis litt. Als sich später Walfang erneut in die Simulationswelt einklinkt, gelingt es Einstein, sein Bewusstsein mit dem von Walfang auszutauschen und so in die wirkliche Welt zu gelangen. Stiller bemerkt dies jedoch und kann ihn überwältigen. Einstein meint, dass er es geschafft habe, auf die nächste Stufe zu gelangen, und möchte noch höher gelangen. Auf Stillers Einwand, dass er bereits in der Realität angelangt sei, meint dieser lachend, dass auch Stillers Welt nichts anderes als eine von vielen virtuellen Welten ist.

### Teil 2
Einstein wird wieder in seine simulierte Welt zurückgeschickt und Walfang zurückgeholt. Während sich am Institut die politischen Auseinandersetzungen über die Nutzung der Forschungsergebnisse zuspitzen – Siskins will das System der Industrie zur Verfügung stellen –, geht Stiller langsam dem Wahnsinn entgegen. Er spürt, dass auch er, wie sein Vorgänger Vollmer und dessen Mitarbeiter Lause, ausgeschaltet werden soll. Begleitet von einer zarten Affäre mit Eva Vollmer, der Tochter des ehemaligen Technischen Direktors, glaubt Stiller immer mehr, dass Einstein Recht mit seiner Behauptung hatte und auch seine eigene Welt nicht die wirkliche Welt ist, sondern eine bereits sehr weit fortgeschrittene Simulation, die von einer höheren Ebene aus programmiert wurde. Aufgrund seiner eigenen Erfahrung geht er davon aus, dass es auch in seiner Welt eine Kontakteinheit wie Einstein geben muss, und er überlegt sich, welche Person aus seinem Umfeld diese Funktion ausfüllen könnte.
Aufgrund seines Verhaltens, das immer mehr dem von Vollmer vor dessen Tod gleicht, wird Stiller von seinen Kollegen für verrückt erklärt und beurlaubt. Stiller versucht weiterhin, Beweise für seine Vermutung zu finden. Mit Hilfe eines Journalisten, der sehr an den Verbindungen des IKZ mit der Stahlindustrie interessiert ist, gelingt es ihm schließlich, einen Beweis zu finden: In der Zeitung war damals ein Artikel über das Verschwinden von Lause abgedruckt, welcher nun durch einen anderen ersetzt worden ist. Ein im Ausland befindliches Exemplar der Zeitung enthält jedoch nach wie vor den ursprünglichen Artikel, der sich mit Stillers Erinnerung deckt. Er findet heraus, dass der Betriebspsychologe des IKZ heimlich vertrauliche Informationen an die Presse weiterleitet. Als dieser den Zeitungsartikel sieht, kann er sich plötzlich wieder an Lause erinnern und weiß, dass Stiller recht hat. Sie wollen gemeinsam der Sache auf den Grund gehen und die Kontakteinheit in dieser Welt ermitteln. Dabei wird Stillers neuer Gefährte jedoch Opfer eines Unfalls, stürzt mit seinem Wagen in das Wasser und ertrinkt.
Stiller wird nun polizeilich wegen möglichen Mords an seinem Kollegen und auch an Professor Vollmer gesucht und muss fliehen. Er sucht eine Blockhütte in einem Wald außerhalb der Stadt auf, wo ihn überraschend Eva, Vollmers Tochter, aufsucht. Diese verrät ihm schließlich, dass sie die Person ist, nach der er gesucht hat: Sie ist jedoch keine Kontakteinheit wie in der Welt von Simulacron-1, sondern die Projektion einer Eva aus der realen Welt und er selbst als Fred Stiller ein Wiedergänger seines Erschaffers, der ihn nach seinem Ebenbild ersonnen hat. Stiller wird von der Polizei erschossen; Eva, die sich in ihn verliebt hat und die Machenschaften des echten Fred Stillers beenden will, gelingt es jedoch, das Bewusstsein der beiden auszutauschen, wodurch Stiller nun in der realen Welt (oder lediglich der nächsthöheren virtuellen Ebene) auftaucht.

## Hintergrund
Der Film wurde zwischen Januar 1973 und März 1973 in 44 Drehtagen in Köln, München, Paris und Versailles gedreht.
Er hält sich vom Ablauf her eng an die Romanvorlage. Die Namen der Charaktere wurden jedoch eingedeutscht, so heißt Fred Stiller im Original Douglas Hall und Eva Vollmer Joan Fuller. Vollständig entfernt wurden die im Roman auftretenden Test-Interviewer, die durch Siskins Simulator ihren Arbeitsbereich – die Meinungsforschung – bedroht sehen. Auch fehlen im Film die futuristischen Elemente, etwa fliegende Autos, durch die Stadt laufende Rollbänder oder Laserwaffen.
Die Romanvorlage Simulacron-3 wurde 1999 erneut als The 13th Floor – Bist du was du denkst? verfilmt.

## Kritiken
Zahlreiche Kritiker loben den Film aufgrund seiner Ästhetik und seines Spiels mit der Realität. Die besondere Qualität des Ensembles und der Kameraführung wurden wiederholt hervorgehoben.

„Mit seiner von einem ‚Goldmann Weltraum Taschenbuch‘ inspirierten Story nimmt Welt am Draht eine Diskussion vorweg, die erst später in vollem Umfang ausdiskutiert werden sollte. Fassbinder fragt nach grundlegenden philosophischen Konzepten des Seins, der Realitätswahrnehmung, und eben auch der Videoüberwachung. Er fragt nach dem Objektstatus von überwachten Subjekten und skizziert den Alptraum, als Individuum mit dem Glauben an seine eigene Existenz lediglich einem Trugbild zum Opfer zu fallen (sicher nicht zufällig heißt der Supercomputer des Films Simulakron). Zahlreiche aktuelle Filme nehmen diese Thematik auf, von Cronenbergs eXistenZ über Matrix von den Wachowsky Brothers [sic!] oder Dark City von Alex Proyas. Ein Rückblick auf Fassbinders Werk bringt dem Zuschauer sicherlich einige neue Erkenntnisse, denn Fassbinder inszeniert zwar möglicherweise ein wenig langsamer als genannte Kollegen, dafür allerdings auch mit ein wenig mehr Tiefgang.“

„Eine faszinierende Mischung aus Krimi, Abenteuerfilm und Zukunftsvision, die die komplexen Erzähl- und Wirklichkeitsebenen mit verblüffender Geradlinigkeit zu vermitteln versteht. Fassbinder bedient sich ‚klassischer‘ Genremotive, um effektvoll über Fragen der Korruption und Manipulation, aber auch über mögliche Formen des Widerstands zu reflektieren.“

„Es ist eine vertraute und doch von Fassbinder diabolisch verfremdete Welt zugleich, eine Welt, die die Künstlichkeit der ersten Fassbinder-Filme in eine neue Dimension führt, die fasziniert und abstößt zugleich … Welt am Draht, das ist kaltes blaues Licht, Aquarium-Atmosphäre, steriler Siebzigerjahreschick, Männer in eleganten Jackets mit Fliegen, Frauen mit Stolen und langen Handschuhen, dazu im Hintergrund Isoldes Liebestod auf Endlosschleife. Ein falsches Leben, das uns dennoch richtig erscheinen mag in seiner leblosen Stilisierung, in der unglaublichen Leichtigkeit im Spiel mit großen Gefühlen ... Klaus Löwitsch ist ein schöner cooler Noir-Held, ganz in der Bogart-Tradition, Mascha Rabben eine irritierende Femme fatale. Und die Stars des deutschen Kinos der Fünfziger, die Fassbinder versammelt – Adrian Hoven, Ivan Desny, Rudolf Lenz – sehen in ihrer statuarischen Unnahbarkeit aus wie die Akteure der Computerspiele heute. Eine Welt die nach Action verlangt – aber diese bleibt ihr versagt.“

Bei der Verleihung des Adolf-Grimme-Preises 1974 erhielt Fassbinder für die Regie eine ehrende Anerkennung.

## Trivia
- In dem Film gibt es bereits Tastentelefone; das erste Gerät für den Endverbraucher (Modell FeTAp 751) kam jedoch erst im November 1976 auf den deutschen Markt. Für die damals futuristische, aber trotzdem glaubwürdige Ausstattung war der mitwirkende Kurt Raab verantwortlich.
- Das von Fred Stiller gefahrene Auto ist eine Corvette C3 mit dem (fiktiven) Kennzeichen: FA-ST 277.
- Im Abspann wird der Nachname von Adrian Hoven als Hooven aufgeführt und Rainer Langhans als Langhanns.

## Veröffentlichung
Der Zweiteiler wurde am 14. Oktober 1973 (Teil 1) und am 16. Oktober 1973 (Teil 2) im Fernsehen von der ARD ausgestrahlt. Er wurde selten wiederholt und war bis zur Restauration auch nicht auf käuflichen Medien verfügbar.
Im Rahmen der Berlinale 2010 hatte eine restaurierte Fassung in der Reihe Berlinale Special am 14. Februar 2010 ihre Welturaufführung. Die künstlerische Leitung der Restaurierung hatte Michael Ballhaus, Kameramann der ursprünglichen Aufnahmen im Auftrag der Rainer Werner Fassbinder Foundation inne. Zu den Förderern zählten u. a. die Kulturstiftung des Bundes als auch das MoMA. Am 18. Februar 2010 wurde diese Fassung als Doppel-DVD innerhalb der „Arthaus Premium“-Reihe von Kinowelt/Arthaus veröffentlicht.
Am 6. Oktober 2010 erschien der Film in Frankreich beim Label Carlotta Films erstmals auf Blu-ray.
Am 8. Juni 2012 erfolgte erstmals seit 2002 eine Ausstrahlung im deutschen Fernsehen auf Arte. Dabei handelt es sich um beide Teile der restaurierten Fassung in nativem HD.